# Xã Miller, Quận Marion, Missouri
Xã Miller (tiếng Anh: Miller Township) là một xã thuộc quận Marion, tiểu bang Missouri, Hoa Kỳ. Năm 2010, dân số của xã này là 5.997 người.